# Pokrajina Sassari
Pokrajina Sassari (italijansko provincia di Oristano; sardsko provìntzia de Aristanis), je ena od osmih pokrajin, ki sestavljajo italijansko deželo Sardinija. Zavzema tudi otok Asinara. Meji na severu in na zahodu na Sardinsko morje, na vzhodu na pokrajino Olbia - Tempio in na jugu na pokrajini Oristano in Nuoro. Njeno glavno mesto je mesto Sassari. Leta 2017 je imela pokrajina 493.357 prebivalcev.

## Zgodovina
V starih časih, med letoma 1600 in 1500 pred našim štetjem, je bila nuraška civilizacija na tem območju na vrhuncu. Med rimsko nadvlado je bila regija Logudoro ena glavnih dobaviteljev žita v Zahodnem rimskem cesarstvu in je bila sedež več legij. V srednjem veku je bila regija Logudoro središče enega od štirih kvazi kraljestev, na katera je bila razdeljena Sardinija, Giudicato di Torres ali Logoduro, prva prestolnica je bila Ardara, ki jo je kasneje nadomestil Sassari. Iz tega obdobja so številne podeželske romanske bazilike. Po osvojitvi s strani Aragonske krone je Logoduro propadel, vendar je kasneje, pod vladavino Savojcev kot dela Kraljevine Sardinije, pridobil na pomenu. V 20. stoletju je gradnja cest in železnic prinesla večjo blaginjo, a hkrati uničila veliko gozdno dediščino regije.
Pokrajina Sassari je bila ustanovljena leta 1859, še pred združitvijo Italije leta 1861, z območjem, ki je do leta 1927 obsegalo celotno otoško glavo, zaradi česar je bila takrat največja pokrajina v državi. Sodobna univerza v Sassariju izvira iz približno istega časa, kot je bila ustanovljena pokrajina. Od leta 1878 pokrajino upravljajo iz Palazzo della Provincia v Sassariju.

## Geografija
Pokrajina Sassari, ki je obrnjena proti Sardinskemu morju na severu in zahodu ter Tirenskemu morju na vzhodu, na jugu meji na pokrajini Nuoro in Oristano. Ima površino 7692 kvadratnih kilometrov in skupno 493.357 prebivalcev (2017). V pokrajini je 92 comuni (občin), od katerih so največje Sassari, Olbia, Alghero, Porto Torres, Tempio Pausania, Sorso, Ozieri, Ittiri in Sennori. Drugo znamenito mesto, Pattada, je še posebej znano po ročno izdelanih nožih.
V pokrajini je edino naravno jezero na Sardiniji, jezero Baratz, in eno največjih umetnih jezer, jezero Coghinas v zahodnem delu, ki je (pred reorganizacijo sardinskih pokrajin) tvorilo mejo z ukinjeno pokrajino Olbia-Tempio. Na tem ozemlju je ena največjih nižin na Sardiniji, Nurra. Pokrajina vsebuje nekaj najbolj znanih letovišč na Sardiniji, vključno s Castelsardo, Porto Torres, Alghero, Riviera del Corallo, Stintino in drugimi. Stintino je na istoimenskem polotoku, ki poteka od ravnine Nurra do otoka Asinara, ki je del narodnega parka Asinara. Med znamenitimi plažami pokrajine Sassari so Balai v Porto Torresu, plaža Pelosa v Stintinu in druge, kot so Alghero il Lido, Maria Pia, Bombarde in Mugoni. Za notranji del pokrajine v tradicionalni regiji Logoduro je značilna hribovita in gorata pokrajina z mehkimi vulkanskimi tereni. Mesto Ozieri je njegovo najpomembnejše središče kulture in zgodovine stran od obale, znano po proizvodnji orodij in keramike iz antičnih časov.

## Večje občine
Glavno mesto je Sassari, ostale večje občine so (podatki 31.12.2008):
| Občina       | Prebivalcev |
| ------------ | ----------- |
| Sassari      | 130.658     |
| Alghero      | 40.965      |
| Porto Torres | 22.567      |
| Sorso        | 14.841      |
| Ozieri       | 10.991      |

### Naravne zanimivosti
Ena od zanimivosti pokrajine je Skalnati slon, to je velika skala, ki so jo vetrovi v teku stoletij izoblikovali, da je danes podobna slonu z zelo naravno obliko glave in rilca. Razen naravne zanimivosti je to tudi arheološko najdišče. V 'trupu' slona je namreč izkopana ena od mnogih grobnic, ki jih tu imenujejo Domus de Janas, dobesedno stanovanje čarovnic. Po mnenju arheologov so te grobnice nastale med 4. in 3. tisočletjem pr. n. št.
Glavna zavarovana območja v pokrajini so:
- Narodni park Arcipelago di La Maddalena (Parco nazionale dell'Arcipelago di La Maddalena)
- Narodni park Asinara (Parco nazionale dell' Asinara)
- Krajinski park Porto Conte (Parco naturale regionale di Porto Conte)
- Krajinski park Marghine e Goceano (Parco del Marghine e Goceano)
- Morski rezervat Isola dell'Asinara (Area naturale marina protetta Isola dell'Asinara)
- Morski rezervat Capo Caccia Isola Piana (Area naturale marina protetta Capo Caccia Isola Piana)
- Mednarodna ustanova za zaščito morskih sesalcev (Santuario per i mammiferi marini)

Glej tudi Naravne vrednote Sardinije.

## Zgodovinske zanimivosti
Mirovna pogodba v Utrechtu, ki je leta 1713 zaključila vojno za špansko nasledstvo, je dodelila Sardinijo Avstriji, a že leta 1720 je otok prešel pod Savojce. Sardinci, ki so že avstrijsko nadoblast težko prenašali, so se Savojcem naravnost uprli. Po dolgoletnem podložništvu Aragoncem in Špancem so hoteli neodvisnost in ne samo samostojno kraljevino. Proti koncu stoletja je prišlo do prave ljudske vstaje, ki so se je udeležili tisoči domačinov. Višek upora je bilo slovesno vkorakanje revolucionarjev v Sassari, največje mesto otoka, kar so ljudje naivno sprejeli kot poraz monarhije. Kar pa še zdaleč ni držalo. Savojci so upor s silo zadušili in čeprav so se jim skupine nezadovoljnežev upirale vse do združenja z ostalo Italijo (1861), je vsak protest ostal brez učinka.

## Znamenitosti
- Alghero, mesto in pristanišče
- Akvadukt Sa Rughitulla, rimski
- Argentiera, rudarsko naselje na zahodni obali
- Grobnica velikana Su Monte de s'Ape blizu Olbie
- Monte Baranta pri Olmedu, prednuraška naselbina
- Monte d’Accoddi blizu Porto Torres, tempeljska piramida
- Predio Canopoli v Perfugasu, sveti vodnjak
- Sa Coveccada blizu Moresa, dolmen
- Santissima Trinità di Saccargia, cerkev
- San Pietro di Sorres, cerkev
- Sassari, Museo Nazionale G. A. Sanna
- Su Lumarzu blizu Bonorva, svetišče vodnjak
- Villanova Monteleone, Zona archeologica di Nuraghe Appiu
- Domus de Janas:
  - Anghelu Ruju 37, Campu Luntanu, Florina skalna grobnica, blizu Sassarija, Mandra Antine blizu Thiesija, Mesu 'e Montes blizu Ossija , Moseddu pri Giave, Nekropola Partulesi pri Ittireddu, Puttu Codinu pri Villanova Monteleone, Sant' Andria Priu pri Bonorva, Santu Pedru pri Olmedu, Sos Furrighesos pri Aneli
- Nuragi:
  - Nuragi Ispiene, Protonuragi Izzana, Nuragi Oes, Nuragi Palmavera, Protonuragi Front'e Mola, Nuragi Santu Antine pri Torralbi, Sos Nurattolos, Dolina nuragov

- Skalna grobnica Molafa
- Santissima Trinità di Saccargia
- Sa Coveccada
- Monte d’Accoddi